# Spoorlijn Oldenburg - Osnabrück
De spoorlijn Oldenburg - Osnabrück, ook wel Oldenburger Südbahn genoemd, is een Duitse spoorlijn. De lijn tussen Oldenburg en Osnabrück-Eversburg is als spoorlijn DB 1502 onder beheer van DB Netze.

## Geschiedenis
Het traject werd door de Großherzoglich Oldenburgischen Eisenbahn (GOE) in een gemeenschappelijk project met de landen Oldenburg en Pruisen voor het ontwikkelen van de trajecten Oldenburg - Bremen en het traject Oldenburg-Wilhelmshaven. Het eerste traject Wilhelmshaven - Osnabrück werd op 14 juli 1867 geopend. Het tweede traject Oldenburg - Quakenbrück werd op 15 oktober 1875 geopend. Het derde traject Quakenbrück - Osnabrück-Eversburg werd op 30 juni 1876 geopend. Het gehele traject werd officieel op 15 november 1876 geopend.
In 1920 werden de trajecten van de Großherzoglich Oldenburgische Eisenbahn in de nieuw opgerichte Deutsche Reichsbahn opgenomen.
In november 2000 werd het regionaal personenvervoer van de Deutsche Bahn overgenomen door de NordWestBahn. In een verdrag van 2005 werd deze concessie met twaalf jaar verlengd tot 2017.
De netbeheerder van het Duitse spoorwegnet, DB Netze AG, is nog steeds eigenaar van het traject en de infrastructuur.

## Treindiensten
De NordWestBahn verzorgt het vervoer op dit traject met RE en RB treinen.
| Serie | Treinsoort                      | Route                                                                             | Bijzonderheden |
| ----- | ------------------------------- | --------------------------------------------------------------------------------- | -------------- |
| RE 18 | Regional-Express (NordWestBahn) | Wilhelmshaven Hbf – Oldenburg (Oldb) Hbf – Cloppenburg – Bramsche – Osnabrück Hbf |                |
| RB 58 | Regionalbahn (NordWestBahn)     | Osnabrück Hbf – Bramsche – Vechta – Delmenhorst – Bremen Hbf                      | Der Bramscher  |

## Aansluitingen
In de volgende plaatsen was of is er een aansluiting van de volgende spoorlijnen:
Oldenburg Hbf
DB 1500, spoorlijn tussen Oldenburg en Bremen
DB 1501, spoorlijn tussen Oldenburg en Brake
DB 1520, spoorlijn tussen Oldenburg en Leer
DB 1522, spoorlijn tussen Oldenburg en Wilhelmshaven
Oldenburg Rbf
DB 1510, spoorlijn tussen de aansluiting Hemmelsberg en Oldenburg Rbf
DB 1511, spoorlijn tussen de aansluiting Hemmelsberg en de aansluiting Tweelbäke
DB 1512, spoorlijn tussen Oldenburg Rbf en Oldenburg Rbf Stw F1
DB 1513, spoorlijn tussen Oldenburg Rbf Stw 6 en Stw 2
DB 1514, spoorlijn tussen Oldenburg Rbf Stw 4 en Stw F5
Ahlhorn
DB 1561, spoorlijn tussen Ahlhorn en Vechta
Cloppenburg
DB 1521, spoorlijn tussen Cloppenburg en Ocholt
lijn  tussen Vechta en Cloppenburg
Essen (Oldb)
DB 9201, spoorlijn tussen Meppen en Essen
Quakenbrück
DB 2273, spoorlijn tussen Bottrop Nord en Quakenbrück
Bersenbrück
DB 9160, spoorlijn tussen Ankum en Bersenbrück
Hesepe
DB 1560, spoorlijn tussen Delmenhorst en Hesepe
Osnabrück-Eversburg
DB 1610, spoorlijn tussen Osnabrück Hauptbahnhof en Osnabrück Hafen
DB 2992, spoorlijn tussen Löhne en Rheine